# Christian Mesch
Christian Mesch (ur. ?, zm. 1919) – niemiecki as myśliwski z czasów I wojny światowej z 13 potwierdzonymi zwycięstwami powietrznymi.
Służył w eskadrze myśliwskiej Jagdstaffel 26 od 28 maja 1918 roku. W jednostce odniósł wszystkie ze swoich 13 potwierdzonych zwycięstw powietrznych. Chociaż pewne przesłanki wskazują, że odniósł co najmniej 2 zwycięstwa więcej. Pierwsze potwierdzone zwycięstwo odniósł 31 maja nad samolotem Spad. 9 zwycięstwo odniósł 5 września nad samolotem Sopwith Camel pilotowanym przez australijskiego asa myśliwskiego z No. 4 Squadron RAAF Leonardem Taplinem. Taplin dostał się do niewoli.
Po zakończeniu I wojny światowej Mesch walczył w krajach nadbałtyckich w wojskach wspomagających białych. Zginął w walce w 1919 roku.